# Ипатьевский переулок
Ипа́тьевский переу́лок — переулок в Тверском районе Центрального административного округа города Москвы, историческом районе Китай-город. Начинается от улицы Ильинки и идёт до улицы Варварки параллельно Старой площади и Никольскому переулку. С востока примыкает Никитников переулок. Перегорожен, сквозного прохода нет. Протяжённость — 360 м.

## Происхождение названия
Назван в XIX веке по известной с XV века церкви Святого Ипатия (последнее здание построено в 1757 году на подворье Ипатьевского монастыря, снесена в 1965 году при строительстве комплекса зданий ЦК КПСС). Прежнее название — Строгановский переулок.

## История
В древности место, на котором возник переулок, относилось к урочищу «Глинищи», где первоначально селились гончары (на Руси существовала традиция селить представителей связанных с огнём профессий — гончаров и кузнецов — во избежание пожаров на окраинах городов).
8 мая 1895 г. в Ипатьевском переулке при земляных работах, предшествующих прокладке канализационных труб, на глубине 5 аршин рабочими были обнаружены 5 шлемов, 5 кольчуг, 10 наконечников пик, наконечник рогатины и наконечник копья, обломки стремян, сосуд из красного металла с ясно видным на нём изображением оленя и неподалёку от них серебряные монеты «в истлевшем от времени кисете». Монеты были чеканены Иваном IV до венчания на царство в январе 1547 г., на основании чего данный комплекс относится к арсеналу, хранившемся на территории усадьбы проживавшего тут богатого московского боярина. Считается, что все предметы попали в землю во время крупного пожара 1547 г.
В 1964—1967 годах в связи со строительством новых корпусов здания ЦК КПСС (в настоящее время — Администрации Президента РФ) в Ипатьевском переулке проводил исследования Московский отряд Московской археологической экспедиции под руководством А. Ф. Дубынина и Д. А. Беленькой. В ходе раскопок были выявлены мостовые древних дорог, фундаменты различных построек, в том числе и белокаменные и собран различный археологический материал. После завершения строительства переулок был перекрыт, и на данный момент большая его часть лежит во дворе здания Администрации Президента РФ.
В переулке в разное время находили клад русских монет XVI века, клад оружия и предметов быта XVI—XVII веков.
В ноябре 1969 года в переулке был обнаружен вещевой комплекс — внутри обугленного небольшого бочонка находились шлем, ствол пищали, боевой и рабочие топоры, ножи, стремена, в том числе орнаментированное, литой бронзовый рукомой.
В 1970 году при прокладке траншеи ковш экскаватора наткнулся на крупный клад в сосуде из красной меди из 3398 испанских монет XVI—XVII веков из серебра индейских племён весом свыше 74 килограммов.

## Примечательные здания
На нечётной стороне:
- № 1/14 — двухэтажное протяжённое здание, построенное заново после пожара 1812 года купцом 1-й гильдии Василием Митюшиным. В 1832 году в одной из квартир дома жил художник Александр Ястребилов, один из соучредителей натурного класса, в конечном итоге превратившегося в Московское училище живописи, ваяния и зодчества. Надстроено и приспособлено для нужд Московского купеческого банка в 1894 году по проекту Б. В. Фрейденберга. В советское время входило в комплекс зданий ЦК КПСС[1].
- № 3, стр. 1 — Доходный дом А. П. Гуськова (1883), ценный градоформирующий объект[5].
- № 9-9/1, стр. 1 — Административное здание (1966, архитекторы П. И. Скокан, Т. Б. Шахоян)[5].
- № 11/9/2 — Административное здание, было построено в 1894 году архитектором А. В. Ивановым для текстильных фабрикатов Морозовых, в советское время в здании располагался «Главсевморпуть»[1][5].

На чётной стороне:
- № 4—10 — комплекс административных зданий (1966—1974, архитектор П. И. Скокан)
- № 12, стр. 1 — палаты иконописца Симона Ушакова, построены в середине XVII века, двухэтажный каменный дом. Фасады украшены декором в духе московского барокко[6]. Перестроены в 1829 году под училище. В настоящее время это здание Росстроя и его лицензионного центра. Объект культурного наследия федерального значения[5].
- № 12, стр. 3 — выявленный объект культурного наследия[7]: Палаты подворья Пафнутиево-Боровского монастыря. Одноэтажные с пятью помещениями палаты построены в середине XVII века на подворье Боровского Пафнутьева монастыря, известном с 1626 года. Современный адрес исторического владения — Никольский переулок, 5. В 1960-е годы палаты оказались под угрозой сноса в связи со строительством комплекса зданий ЦК КПСС. В 1967 году отрезаны от двухметрового фундамента и передвинуты на нынешнее место. С тех пор заброшены и ветшают, кладка разрушается, внутри растут деревья. Здание по-прежнему обшито досками и стоит на рельсах-швеллерах, использовавшихся при передвижке. Принадлежность памятника не устанавливается. Доступа к нему нет[8].
- № 4-10/5-7 — так называемое Новое административное здание (НАЗ) Администрации и Управления делами Президента РФ (1966—1971, архитектор П. И. Скокан)[5].
- № 14/7/11, стр. 1 — Доходный дом (1891, архитектор Р. И. Клейн; 1971, архитектор С. А. Торопов), ценный градоформирующий объект[5].

## Транспорт
- Метро Китай-город